# Англо-шотландський кордон
Англо-шотландський кордон — адміністративний кордон між Англією та Шотландією завдовжки 154 км. Прямує від затоки Маршалл-Медовс 27 км по річці Твід, на заході доходить до затоки Солвей-Ферт.
Ферт-оф-Форт був кордоном між пікто-гельським королівством Альба та англійським королівством Нортумбрія на початку 10 століття. Він став першим англо-шотландським кордоном до анексії Нортумбрії Англосаксонською Англією в середині 10 століття. В 973 король Шотландії Кеннет отримав Лотіан від англійського короля Едгара Мирного. Незважаючи на цю трансакцію, контроль над Лотіаном не був остаточно врегульований, і регіон був захоплений шотландцями у битві при Кархам в 1018 році, а річка Твід стала фактично англо-шотландським кордоном. Лінія Солвей-Твід була юридично встановлена в 1237 р. Йоркським договором між Англією та Шотландією. Залишається кордоном на початок ХХІ сторіччя, за винятком Дискусійних земель, на північ від Карлайла, і невеликої території навколо Бервік-апон-Твід, яку захопила Англія в 1482 р., Бервік був остаточно приєднаний до Англії в 1746, коли було прийнято Закон Бервіка та Уельсу, 1746